# Primaires présidentielles du Parti républicain américain de 1960
Les primaires présidentielles du Parti républicain américain de 1960 sont des élections internes au parti républicain ayant désigné Richard Nixon comme candidat à l'élection présidentielle américaine de 1960.